# Rigomagus
Rigomagus war ein römischer Garnisonsplatz, der als Auxiliarkastell des Niedergermanischen Limes, als Benefiziarierstation und als spätrömische Festung genutzt wurde. Das heutige Bodendenkmal befindet sich auf dem Gebiet der rheinland-pfälzischen Stadt Remagen, deren Name sich direkt von dem lateinischen Ortsnamen ableitet, im Landkreis Ahrweiler. Rigomagus gehört als Bestandteil des Niedergermanischen Limes seit 2021 zum UNESCO-Weltkulturerbe.

## Lage

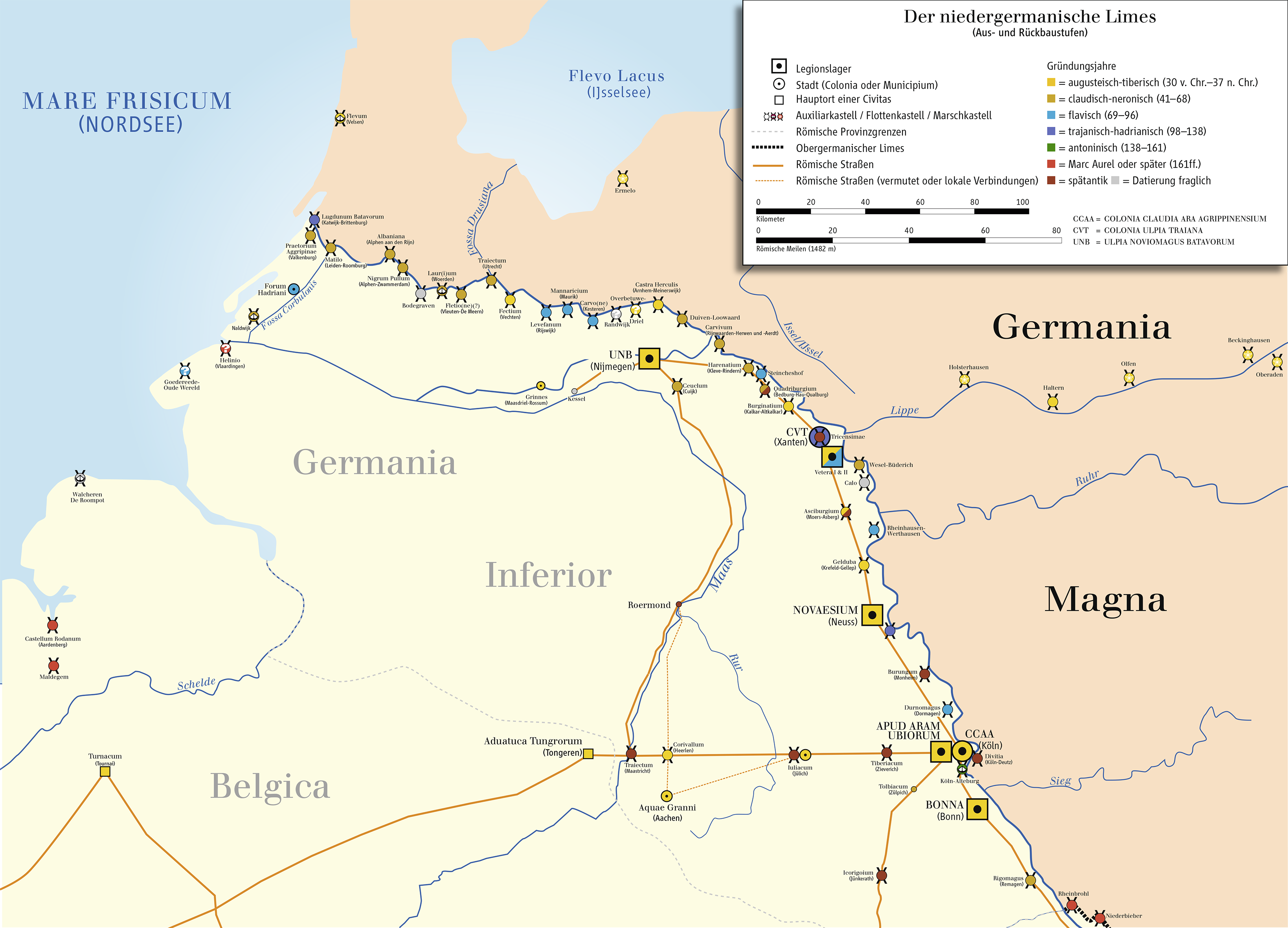
Rigomagus im Limesverlauf

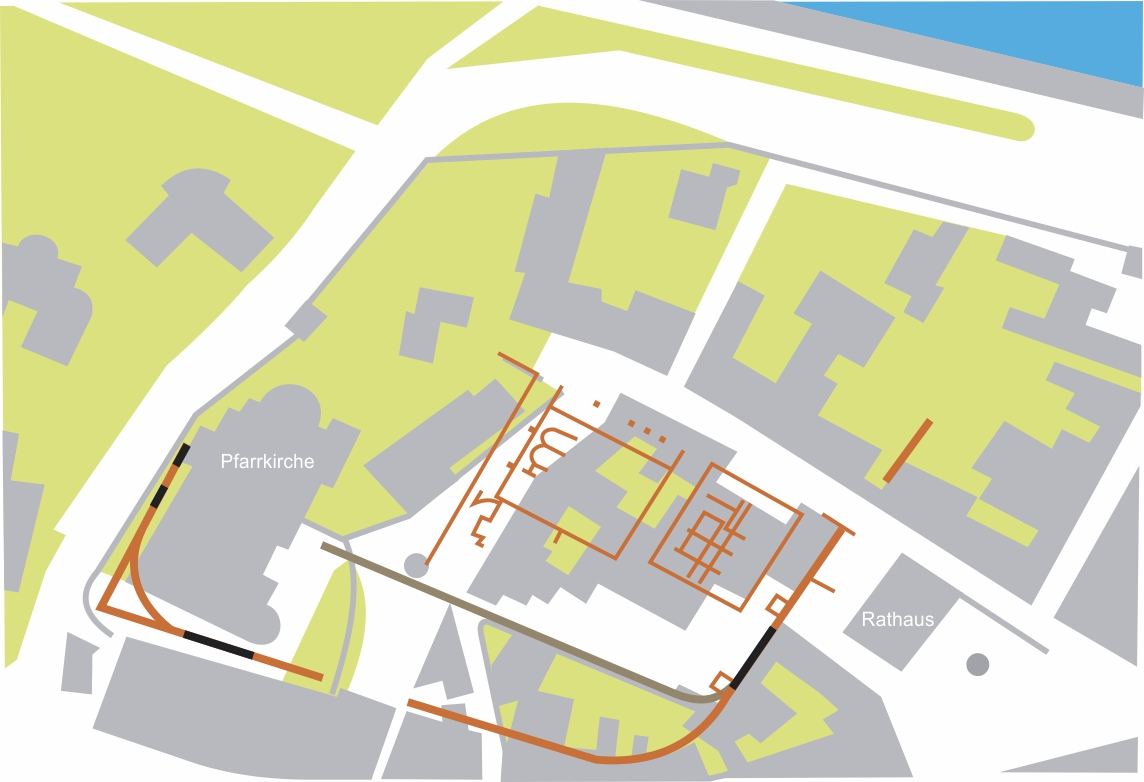
Kastell Remagen

Der Kastellplatz befand sich im höchstgelegenen Teil des heutigen Remagen, im Nordwesten der Stadt, unmittelbar am Rhein.
In antiker Zeit lag das Kastell dort unmittelbar an der römischen Fernstraße, die in diesem Abschnitt die Colonia Claudia Ara Agrippinensium (Köln) mit Confluentes (Koblenz) verband, zwischen Bonna (Bonn) im Norden und Antunnacum (Andernach) im Süden. Topographisch nahm es einen Platz in beengter Lage zwischen dem Strom und den von Westen bis nahe an diesen heran stoßenden Bergen ein. So dürfte es eher der Überwachung der Rheintalstraße als der Kontrolle der ins westliche Hinterland führenden Wege gedient haben. Rigomagus war die südlichste Befestigung des linksrheinisch verlaufenden Niedergermanischen Limes, der knapp elf Kilometer Luftlinie weiter südlich, gegenüber dem Vinxtbach, in dem beim Kleinkastell Rheinbrohl beginnenden, rechts des Rheins verlaufenden Obergermanischen Limes seine Fortsetzung fand.
Im heutigen Stadtbild befindet sich das Bodendenkmal in etwa zwischen „Drususstraße“/„Milchgasse“ und Rhein sowie zwischen „Deichweg“ und Rathaus.

## Forschungsgeschichte
In der zweiten Hälfte des 19. Jahrhunderts wurden die Nachforschungen der ersten Archäologen von dem Remagener Bürgermeister Heinrich Reuleaux tatkräftig unterstützt. Reuleaux publizierte 1885. und 1888 Übersichtsartikel über den damaligen Forschungsstand. Zu Beginn des 20. Jahrhunderts war es der Apotheker Eugen Funck, der vor allem in der Zusammenarbeit mit Hans Lehner die römischen Lager periodisierte. Dabei vertrat Lehner die Ansicht, das Rigomagus in tiberischer Zeit gegründet worden sei. In der zweiten Hälfte des 20. Jahrhunderts ging die Forschung dann von einer claudischen Datierung aus. 2008 wurden jedoch die bereits publizierten, wie auch die unpublizierten Grabungsberichte noch einmal analysiert und mit den Funden und Befunden des frühen 21. Jahrhunderts abgeglichen. Dies führte zu einer völligen Neubewertung verbunden mit der Erkenntnis, dass die ersten römischen Truppen schon in augusteischer Zeit in Rigomagus präsent gewesen sein müssen. 2017 mussten großflächige Notbergungen im Bereich der Remagener Innenstadt vorgenommen werden.

## Militärische Anlagen
Spuren einer vorrömischen Siedlung, auf die der Name Rigomagus möglicherweise zurückgeführt werden könnte, wurden bislang nicht gefunden. Durch die jüngere Forschung konnte 2008 nachgewiesen werden, dass sich bereits in augusteischer Zeit eine Garnison in Rigomagus befunden haben muss.

### Periode 1: Augusteisches Lager
Der Nachweis der augusteischen Lagerphase gelang in erster Linie durch die dendrochronologische Untersuchung zweier Eichenbalken, die aus einer insgesamt zwölf Pfosten umfassenden Palisade stammten, vor die noch zwei eckige Pfosten gesetzt waren. Die Analyse datierte die Hölzer auf die Zeitenwende plus/minus sechs Jahre. Ferner hatte bereits Lehner augusteische Terra sigillata beschrieben, die Fundstücke waren aber in den Wirren der Zeiten verloren gegangen. Für die militärische Nutzung des Platzes schon in dieser frühen Zeit spricht, dass sich in dem Befund außer den zwölf Pfosten auch ein Pilum murale befand und pila muralia nur aus militärischen Kontexten bekannt sind. Über den Übergang zwischen dem augusteischen Lager und dem tiberisch-früclaudischen Holz-Erde-Kastell können zum gegenwärtigen Forschungsstand noch keine Aussagen getroffen werden.

### Periode 2: Holz-Erde-Kastell
Bei der folgenden römischen Militäranlage in Remagen handelt es sich um ein tiberisch-frühclaudisches Holz-Erde-Lager in Form eines leicht verschobenen Rechtecks. Dieses Holz-Erde-Kastell besaß eine Breite (Nordwest-Südost) von rund 100 Metern. Die Länge konnte nicht mehr ermittelt werden, da die rheinwärts gelegene Prätorialfront (Vorderfront) durch nachrömerzeitliche Geländeverformungen zerstört worden ist. Sie dürfte nicht mehr als 120 Meter betragen haben, womit das Lager eine Fläche von rund 1,2 ha bedeckt haben würde. Die Anlage wurde durch einen drei Meter breiten, an den Kastellecken abgerundeten Erdwall geschützt, der auf der Außenseite mit einer versteiften, auf der Innenseite mit einer einfachen Holzpalisade verkleidet war. Davor verliefen an der Südostseite zwei drei Meter breite Spitzgräben, während an der Südwest- und an der Nordwestseite jeweils nur ein einfacher Graben festgestellt werden konnte. Von der Innenbebauung ist kaum etwas bekannt. Nach der bisherigen Auffassung machte das Fundmaterial (claudisch-neronische Keramik – kein Vorkommen arretinischer Terra Sigillata und frühbelgischer Ware – und Münzen des ersten nachchristlichen Jahrhunderts) eine Gründung um die Mitte des Jahrhunderts, vermutlich in claudischer Zeit, wahrscheinlich. Diese Auffassung wird aufgrund der jüngeren Forschungsergebnisse (siehe oben) noch überprüft werden müssen. Während des Bataveraufstandes wurde das Holz-Erde-Lager zerstört, wofür eine Brandschicht aus den Jahren 69/70 spricht. Für die Zeit des Holz-Erde-Kastells sind inschriftlich die Cohors I Thracum Germanica (equitata?) und die Cohors VIII Breucorum bekannt.

### Periode 3: Steinkastell
Nach dem Bataveraufstand und den Wirren des Vierkaiserjahres wurde das Kastell in vespasianischer Zeit durch ein Steinkastell ersetzt. Diese Fortifikation, die sich an derselben Stelle wie das Holz-Erde-Lager befand, aber im Vergleich zu diesem nach Süden hin erweitert wurde, besaß eine Breite (Nordwest-Südost) von 110 Metern und eine Länge (Südwest-Nordost) zwischen 140 und 150 Metern. Damit beanspruchte es eine Fläche von rund 1,6 ha. Es war von einer 1,0 m bis 1,2 m breiten Steinmauer umgeben, vor der ein einfacher Spitzgraben verlief. Die Mauer war mit Eck- und Zwischentürmen (an der Südostflanke im Abstand von 16 Metern zueinander) versehen. Von der Innenbebauung sind einige größere Gebäude bekannt, die sich längs der Via Principalis (Lagerhauptstraße, die das rechte mit dem linken Seitentor verband) erstreckten. Zum Teil waren sie hypokaustiert und an ein System von Entwässerungskanälen angeschlossen. Sie werden als Principia, Praetorium (Stabsgebäude und Kommandantenwohnhaus, beides Steingebäude) und Fabrica (Werkstatt, Fachwerkgebäude) angesprochen. Alle drei Gebäude weisen eine Umbauphase auf, die sich aber zeitlich nicht weiter greifen lässt. In ihrer Nähe wurde eine Ehreninschrift für Trajan gefunden. Auch zahlreiche weitere Steininschriften entstammen dem Kastellinneren. Ausweislich der Keramikfunde hatte das Kastell bis weit über die Mitte des dritten Jahrhunderts hinaus Bestand. In diesem Zusammenhang ist auch die Entdeckung eines Hortfundes unweit der Porta Praetoria zu sehen. Das Depot enthielt 8500 Münzen, durchgängig Antoniniane aus versilberter Bronze, die als Notgeld zwischen 270 und 280 in der Nähe von Remagen geprägt worden sind und nur kurze Zeit in Umlauf waren. Vermutlich steht die Anlage des Horts im Zusammenhang mit der Verwüstung des Rheinlands durch die Franken. Aus der fast zweihundertjährigen Geschichte des Steinkastells sind die Cohors II Varcianorum equitata civium Romanorum, der Cohors I Flavia (Hispanorum equitata pia fidelis) und der Cohors I Raetorum inschriftlich belegt.

### Benefiziarierstation
Von der zweiten Hälfte des zweiten bis zur Mitte des dritten Jahrhunderts gab es eine Benefiziarierstation in Remagen. Sie ist jedoch nur inschriftlich nachgewiesen, entsprechende archäologische Befunde stehen noch aus.

### Periode 4: Spätantike Befestigung
In spätrömischer Zeit – wohl nicht allzu lange nach der Aufgabe des Steinkastells – wurde Rigomagus erneut befestigt. Lage und Größe der Befestigung entsprachen in etwa der des kaiserzeitlichen Kastells. Die Wehrmauer besaß eine Mächtigkeit von drei Metern, sie entstand durch Verstärkung der Mauer der kaiserzeitlichen Fortifikation durch Vorsetzen einer Grauwacke-Bruchstein-Mauer. Teile der Mauer sind noch heute zu sehen. Ein vorgelagerter Graben wurde nicht angelegt. Im Inneren der Festung wurden die Principia, das Praetorium und die Fabrica umgebaut. An die Stelle der Fabrica trat eine Thermenanlage, das vormalige Praetorium und die Fabrica wurden nun als Wohn- und Geschäftsgebäude genutzt. Ammianus Marcellinus erwähnt für das Jahr 356 das Oppidum Rigomagus als – neben einem Turm zu Köln – einzigen unzerstörten Platz nördlich von Brocomagus (Brumath). Die relativ geringe Keramik, darunter Rädchensigillata, stammt aus der Zeit des späten dritten und des vierten Jahrhunderts. Ziegelstempel der Milites Martenses und Milites Menapii belegen die Existenz des Ortes noch für die Jahre 368/370. Die spätesten Münzen wurden unter Gratian und Magnus Maximus geprägt. Die spätantike Festung fand vermutlich ein gewaltsames Ende, worauf ein Zerstörungshorizont zwischen den römischen und den frühmittelalterlichen Straten hinweist. Das Fundmaterial weist auf eine Siedlungskontinuität bei Weiterverwendung der Steingebäude.

## Vicus und Gräberfelder
Der Auxiliarvicus von Rigomagus, die Zivilsiedlung, die sich bei jedem längerfristig bestehenden römischen Militärlager befand und in der sich zunächst der Tross der Truppe, später Gastwirte, Bordellbetreiber und andere Dienstleister, Händler, Handwerker, Angehörige der Militärpersonen sowie entlassene Soldaten niederließen, befand sich südlich und südöstlich des Kastells. Zu ihm gehörten Töpferöfen des ersten und zweiten Jahrhunderts. Vermutlich besaß der Vicus eine gewisse Bedeutung als Marktort. Ob der Vicus auch noch in spätantiker Zeit existierte ist zweifelhaft.
Die kaiserzeitlichen Gräberfelder erstreckten sich zu beiden Seiten der ebenfalls südlich des Kastells verlaufenden Rheintalstraße. Die Belegung mit Brand- und Körpergräbern währte von der Mitte des ersten bis weit ins dritte Jahrhundert hinein. Die spätantiken Grablegungen befanden sich primär nördlich der Fortifikation.

## Denkmalschutz, Fundverbleib und Präsentation
Rigomagus und die erwähnten Anlagen sind Kulturdenkmale nach dem Denkmalschutz- und -pflegegesetz (DSchG) des Landes Rheinland-Pfalz. Nachforschungen und gezieltes Sammeln von Funden sind genehmigungspflichtig. Zufallsfunde sind an die Denkmalbehörden zu melden.
Die Funde und die römische Vergangenheit des Ortes werden lokal im Römischen Museum Remagen präsentiert, das über den dort noch in situ sichtbaren Fundamenten der Principia steht, die in einen Ausstellungsraum im Keller des Gebäudes integriert wurden. Weiteres Fundmaterial aus Rigomagus befindet sich im Rheinischen Landesmuseum Bonn, im Landesmuseum Koblenz sowie bei Remagener Privatbesitzern.